# Philippe Katerine
Philippe Blanchard (Thouars; 8 de diciembre de 1968), conocido por su nombre artístico Philippe Katerine, es un cantautor, actor, realizador y escritor francés.
Al principio de su carrera, su estilo fue asimilado a veces al movimiento easy-listening que propone una música a los énfasis de trabajó nova acompañados de textos a menudo morbidos o angustiados y teñidos de humor, el todo a veces entre audios entrecortados. Se ha dirigido igualmente hacia el rock, coqueteando con la música electrónica sin nunca cesar de inscribirse en la canción francesa desplazada.
En 2010, se hace constar como actor prestando sus rasgos a Boris Vian en la biografía Gainsbourg, vida heroica de Joann Sfar. El año siguiente, encabeza una comedia desplazada Soy un no man's land de Thierry Jousse. En 2015, reitera representando un jefe de Estado en Gas de Francia de Benoît Forgeard.
Paralelamente, se impone sobre todo como un segundo rol desplazado de comedias francesas : La Torre de control infernal de Éric Judor (2016) ; Hibou de Ramzy Bedia (2016) ; Es qué esta familia ?! de Gabriel Julien-Laferrière (2016) ; El Petit Spirou de Nicolas Bary ; El gran Baño de Gilles Lellouche (2018) o todavía Le Monde es tuyo de Romain Gavras (2018).
Durante los César 2019, recibe el César del mejor actor en un segundo rol para su prestación en El gran Baño.
Nacido el 8 de diciembre de 1968 en Thouars, Philippe Katerine crece en Chantonnay en Vendée, en una familia católica y tradicional. Se interesa muy temprano en las artes y más particularmente en la música. Jugando con los grupos de influencia anglosajona durante su adolescencia, Katerine practica igualmente el baloncesto a elevado nivel. Se descubre una pasión para la composición después de la compra de un magnetófono de cuatro pistas. Comienza a grabar canciones en su cuarto donde ejerce una actividad profesional. Sus amistades cercanas le animan a dar a conocer su trabajo. Sigue estudios de artes plásticos en la Universidad Rennes 2 enmedio de los años 1980 después de haber obtenido su baccalauréat (diploma).

### Éxito como autor compositor-cantante (años 1990)
En noviembre de 1991, Philippe Katerine inicia su carrera. En 1992, aparece en Los Matrimonios chinos, un primer álbum reeditado con un título adicional, bajo el título Los Matrimonios chinos y la Relecture. Angustiado y muy poco seguro de su trabajo, Katerine compone y graba casi todo el solo en su casa.
En 1994, sale el álbum La Educación inglesa sobre el cual su sœur (bajo el seudónimo de Bruno) y su compañera Anne aseguran el canto. Comienza a estar reconocido, fuera del circuito comercial.
En 1995, trabaja en su tercer álbum y conoce una evolución de entidad durante un año. Se abre a otros músicos y canta él mismo sus textos. El álbum Mis malos alternes sale en 1996 y toma una dimensión más de entidad gracias a una orquestación más rica y de varias voces. El álbum, que es muy bien acogido por el público y la crítica, está seguido de una gira. Trabaja en ese año también en el álbum de Mercedes Audras que saldrá en 1996 y en l cual es, por primera vez, realizador.
En 1997, compone un álbum para dos cantantes anglo-japonesas, las hermanas Winchester y participa igualmente en un disco donde encuentra los músicos de jazz del grupo The Recyclers, con los cuales trabajará en lo sucesivo. Compone en paralelo El Hombre a tres manos y Las Criaturas. El primero está interpretado y grabado como acostumbra, solo en su casa y con los medios irrisorios, mientras que el segundo lo hace con los Recyclers, en condiciones más « convencionales ». Ambos álbumes están editados juntos y marcan un real que gira en la carrera de Philippe Katerine.
Juega entonces el juego de los medios de comunicación y de la promoción, y el título Je vous emmerde es difundido en la radio. The Recyclers que vienen de un universo diferente le fascinan por su manera de trabajar y su informe a la improvisación. Katerine estima que esta colaboración le ha permitido integrar nuevas maneras de trabajar, y de integrar la improvisación en su método laboral.
En 1999, compone Una historia de amor para Anna Karina. Se transforma en una gira triunfal con su actriz preferida, gira durante la cual una noche de homenaje a Anna Karina es organizada sobre todo por la Cinémathèque de Vendée en La Roche-sur-Yon, en presencia de la comediante y del cantante vendéen. Ambos artistas libran entonces un mini-concierto antes de ver con el público las películas Pierrot el loco de Jean-Luc Godard y Convivir de Anna Karina. Él reafirma su gran pasión para el cine participando en varias películas.

### Productor de música y pasaje al cine (años 2000)
En 2000, juega así en un corto métrage de Thierry Jousse, Nombre de código : Sacha. En la misma época, escribe el título Mi Encuentro para el álbum The Sssound of Mmmusic de Bertrand Burgalat y, en 2001, compone la música de Azul, el nuevo álbum de su compañera Helena.
En 2002, vuelve al estudio con Recyclers y graba 8.ºciel . Afirma sentirse más libre y liberado de un peso. En el mismo tiempo, aparece en la película La Verdad sobre Charlie de Jonathan Demme y compone la música de Un homme, un vrai, una película de los hermanos Larrieu. 
En gira en 2003, se lanza a la realización de un corto metraje Un kilómetro a Pie y de un largometraje Piel de cerdo estrenado en abril de 2005  con el estudio Malavida Películas. Presentado como autobiografía, la película presenta instantantes de su vida, sobre todo de su niñez, y anuncia su excentricidad que muestra su colección de excréments. En 2005, tiene segundos roles en Pintar o hacer el amor de los hermanos Larrieu y Los Invisibles de Thierry Jousse.
En 2005, está solicitado por el grupo londinense de hip-hop electro The Herbaliser y escrito el texto Serge, un homenaje a Serge Gainsbourg, que figura sobre el álbum Take London.

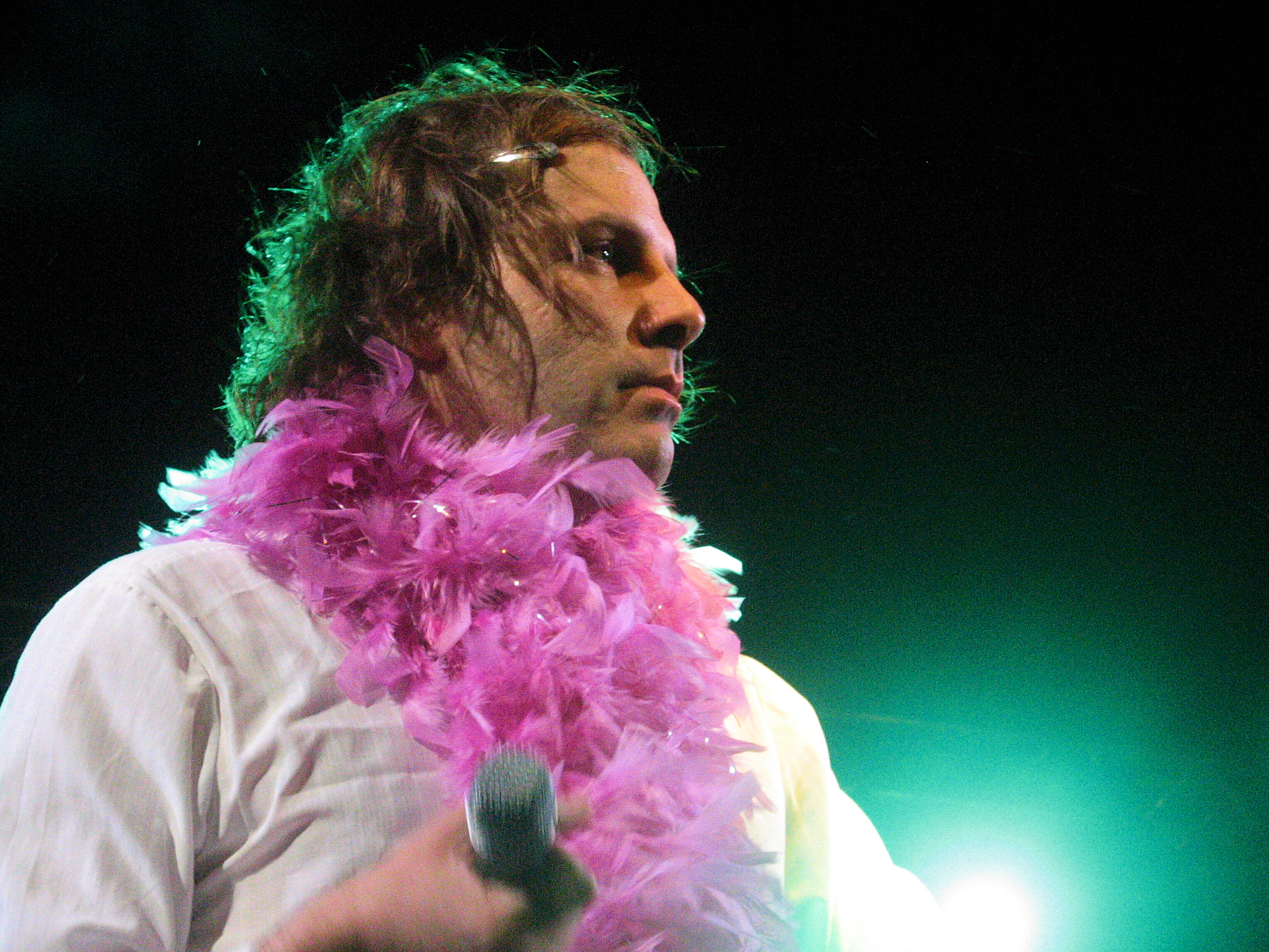
Katerine en plena fiesta de la música en 2006.

En 2005, su álbum Robots después de todo sale. Popularizado por el tube Louxor j'adore (guiño al mismo antro del mismo nombre basada en Clisson), está compuesto por Katerine y puesto en forma con la ayuda de Gonzales y Renaud Letang. El estilo es esta vez aquí girada hacia las músicas electrónicas. Por otro lado, el título hace referencia a Human After All de Daft Punk. Este álbum permite ampliar su público más allá del círculo de sus hábitos y de estar nombrado en los éxitos de la música de 2006 (en la categoría álbum revelación del año). La salida de este álbum está acompañada de una gira para la cual Katerine apelado a una buena parte del « mejor grupo del mundo » según el, The Little Rabbits, rebautizados « La secta humana » para la ocasión. Encuentra a Federico Pellegrini a la guitarra (reemplazado en lo sucesivo por el viejo cómplice de Katerine : Philippe Eveno), Gaëtan Chataigner a la baja, Éric Pifeteau a la batería y Stéphane Lovaina a la guitarra. Paralelamente, Katerine sube un espectáculo coreografiado por Mathilde Monnier en torno a este disco. Esta creación de baile contemporáneo es presentada en Montpellier, a Alès, al Cratère (escena nacional) y a París, al Centro Pompidou, en julio de 2006.
El 30 de octubre de 2006, como consecuencia de un concierto celebrado en Olympia, Philippe Katerine se ve poner en su discográfica un disco de oro para su álbum Robots después de todo. En lo que va de año, compone también los títulos El liceo y La Tortuga para Christophe Willem, el ganador de la Noticia Star.
En septiembre de 2007, Philippe Katerine acepta ser el padrino de la operación CQFD, organizada por la semanal Los Inrockuptibles y destinada a descubrir jóvenes talentos musicales en Internet. Philippe Katerine participó en la película de Thierry Jousse, Soy un no man's land, en la que firma tres canciones y cuya banda original está firmada Daven Keller. Es igualmente al cartel del nuevo largometraje de Philippe Ramos, Capitán Achab.
En 2007, la orquesta del saxophoniste Alban Darche, el Gordo Cube, sale el disco El Pax, sobre el label de Nantes Yolk Récords. Se trata de un álbum de recuperaciones de canciones #re-orquestadas de Katerine, al cual participa. En noviembre de la mismo año, publica su primer libro Copia vuestra memoria (Denoël), calificado de « periódico gráfico ». Sale igualmente su premier DVD live (Borderlive), acompañado de Studiolive, una interpretación en grupo de su disco Robots después de todo grabada en un día en estudio y sin público. Habiendo desposado el presidente del Groland, encarna la presidenta del cuarto festival de la película grolandais de Quend-Plage-les-pins del 19 al 21 de septiembre de 2008.
En 2009, canta El Grande Sommeil en dúo con Étienne Daho, durante el Premio Constantin 2009, después en versión single, extraída del álbum Daho Pleyel París.

### Actor (años 2010)
Durando el año 2010, publica semanalmente una recuperación de una canción francesa sobre el website Katerine, Francis y sus pintores con François Ripoche. El conjunto de las recuperaciones da lugar al álbum 52 recuperaciones en el espacio editado en 2011.
En 2012, expone sus œuvres en la galería de las Galerías Lafayette, boulevard Haussmann a París. La exposición titulada Comme un ananas reúne también dibujos de personalidades políticas derechistas (Jean-François Copé, Jean Sarkozy, Rachida Dati, Nicolas Sarkozy, Brice Hortefeux, etc.), de las acuarelas sobre las calles del 16.º  de París y una escultura.
En agosto de 2015 anima la emisión La lengua a la oreja el sábado a las 9h10 sobre Francia Inter, una emisión « de bric y de broc, como un inventaire en la Prévert ».
En 2016, participa en la web serie Las Recetas pompettes animada por Señor Pulpo.
En 2016, como consecuencia de la salida de su álbum La Película, el marcha en gira por Francia durante todo el año 2017 con una fecha en el Olympia. Está acompañado para esta gira de la pianista Dana Ciocarlie. Su colaboración dará nacimiento a un álbum de copia limitada, Florilège, con ocasión del Disquaire Day 2018.
En noviembre de 2017, está invitado por Jimmy Fallon en la emisión estadounidense The Tonight Show Starring Jimmy Fallon para cantar su título Bigote.
El 20 de diciembre de 2017, prueba suerte en el rap en la emisión Planeta Rap sobre Skyrock volcada en el álbum Flip de Lomepal, participando sobre todo a un freestyle a los lados de Lomepal, Alkpote, El Horroroso Jojo, Kéroué y Tonio MC.
En 2018, graba con el rappeur MC Circular el título 85 Rojo y Negro en apoyo al club de fútbol vendéen Los Herbiers como consecuencia de su clasificación en semifinal de la Copa de Francia de fútbol 2017-2018.
En enero de 2019, participa en nuevo a la emisión Planeta Rap sobre Skyrock, siempre a lado de Lomepal y Alkpote, con ocasión de la salida de Jeannine, segundo álbum del premier. Es de otro lado en featuring sobre la canción Cinco dedos.
El 24 de mayo de 2019 sale la canción y el clip Amur, de Alkpote con Philippe Katerine en featuring.
El 26 de junio de 2019 se estrena la película de Benoît Blandy Yves en el cual Philippe Katherine intérprete Dimitri.
Philippe Katerine ha sido pareja con Helena Noguerra durante algunos años, después ha compartido la vida de la actriz y cantante Jeanne Balibar. Vive ahora con la actriz Julie Depardieu encontrada sobre el rodaje de la película Soy un no man's land. Tienen dos niños, Billy nacido el 16 de junio de 2011 y Alfred nacido el 8 de agosto de 2012. Era ya padre de una hija, Edie, nacida en 1993, que se puede sentir cantar en dúo con su padre sobre el título Tuyo.

## Discografía
- 1991 : Les Mariages chinois
- 1993 : Les Mariages chinois et la Relecture
- 1994 : L'Éducation anglaise
- 1996 : Mes mauvaises fréquentations
- 1999 : Les Créatures
- 1999 : L'Homme à trois mains
- 2002 : 8e ciel
- 2005 : Robots après tout
- 2007 : Studio Live
- 2007 : iTunes Live Session
- 2010 : Philippe Katerine
- 2011 : 52 reprises dans l'espace
- 2014 : Magnum
- 2016 : Le Film
- 2018 : Florilège
- 2019 : Confessions

### Participaciones y compilaciones
- 1991 : Heol Daou
- 1991 : Contresens
- 1992 : Teeny poppers
- 1993 : Rosebud : The great collection volume 2
- 1993 : L'équipe à Jojo
- 1993 : Six parties de plaisir
- 1994 : Un été Rosebud
- 1994 : The Onion most dangerous game
- 1996 : Les groupes Nantais jouent acoustique
- 1996 : Rosebud présente
- 1997 : Athlètes et Psychologues
- 1997 : U.F.O.logy'
- 1998 : Comme un seul Homme duo avec Autour de Lucie sur Si nous étions des amants
- 1998 : Tribute to the Little Rabbits
- 1999 : Au cœur de Tricatel
- 1999 : Allô La France ?
- 2000 : Atomium 3003
- 2000 : Noël ensemble
- 2001 : BO du film Laissons Lucie faire d'Emmanuel Mouret
- 2001 : Lucien Forever : A Tribute To Serge Gainsbourg
- 2002 : BO du film Nom de code : Sacha de Thierry Jousse
- 2003 : BO du film Un homme, un vrai des frères Larrieu
- 2003 : Le Pop
- 2003 : Avec Léo, compilation hommage à Léo Ferré, reprise de L'été 68
- 2008 : Le titre Louxor, j'adore fait partie de la BO du film Paris de Cédric Klapisch
- 2009 : On n'est pas là pour se faire engueuler !, album hommage à Boris Vian. Reprise de Je bois
- 2017 : Y'a d'la rumba dans l'air sur l'album hommage à Alain Souchon, Souchon dans l'air

### Colaboraciones
- 1991 : Dans les faux puits rouges et gris (The Little Rabbits)
- 1994 : Elliott
- 1996 : Kahimi Karie (Kahimi Karie)
- 1996 : Theme Park
- 1996 : Mercedes Audras de (Mercedes Audras)
- 1997 : Morceaux choisis (The Recyclers), voix sur La Vache enragée, Je t'ai toujours aimé et Jouer du bugle
- 1997 : Larme de crocodile (Kahimi Karie)
- 1997 : Les sœurs Winchester, producteur, paroles et musiques sur presque tous les titres
- 1998 : Yeah! and Remixed By (The Little Rabbits)
- 1998 : Sniff
- 1998 : k.k.k.k.k. (Kahimi Karie)
- 1999 : Sommets trompeurs
- 1999 : Projet : bikini (Helena Noguerra)
- 2000 : Une histoire d'amour (album d'Anna Karina) (Anna Karina)
- 2000 : Vingt à trente mille jours (Françoiz Breut), auteur du titre L'Origine du Monde
- 2000 : The Sssound of mmmusic (Bertrand Burgalat), auteur du titre Ma Rencontre
- 2001 : Azul (Helena Noguerra)
- 2001 : Bertrand Burgalat meets A.S. Dragon, auteur du titre Ma Rencontre
- 2001 : Hôtel Bocchi de Julien Ribot
- 2003 : Trapéziste (Kahimi Karie)
- 2003 : L'héroïne au bain (Olivier Libaux)
- 2003 : Fantômes (Joakim)
- 2004 : Née dans la nature (Helena Noguerra)
- 2005 : Take London (The Herbaliser) sur le titre Serge, en hommage à Serge Gainsbourg
- 2007 : Poulet N 728120 (Vincent Delerm à la cigale)
- 2007 : Imbécile (Olivier Libaux)
- 2007 : Papa est mort ! (Les Vedettes)
- 2007 : La Pointe rouge (Jean Guidoni), auteur du titre Un Arbre en Normandie
- 2007 : Party de Plaisir (Teki Latex) sur le titre Petite fille qui ne voulait pas grandir
- 2007 : Inventaire (Christophe Willem), auteur des titres Le Lycée et La Tortue
- 2007 : Fraise vanille (Helena Noguerra) sur le titre La Bécasse
- 2007 : Le Pax (Alban Darche), album de reprises jazz de Katerine
- 2007 : Rio Baril (Florent Marchet), sur le titre Les Cachets
- 2008 : La Paloma (Francis & ses peintres), sur les titres Capri c'est fini, L'idole des jeunes et Le douanier Rousseau
- 2009 : Glamour à mort (Arielle Dombasle), paroles et musiques de l'album.
- 2009 : Daho Pleyel Paris (Étienne Daho), en duo sur le titre Le grand sommeil
- 2009 : Prohibition (Brigitte Fontaine), sur le titre Partir ou rester
- 2010 : Le Vilain petit canard, conte musical, (Anna Karina, Philippe Katerine, Arielle Dombasle, JP Nataf, Jeanne Cherhal et Philippe Eveno), dans le rôle du petit canard
- 2011 : Bichon (Julien Doré), sur le titre  Homosexuel
- 2011 : Oh La La ! (Oh La La !), sur le titre Un poing, c'est tout
- 2011 : Première Phalange (Luce), sur plusieurs titres
- 2013 : Get Happy (Pink Martini), chante en duo sur le titre Je ne t'aime plus
- 2016 : Au pire, un bien (Gilles Coronado), sur le titre Au pire, un bien
- 2017 : Dieu et les amants (Blondie Brownie)
- 2018 : Jeannine (Lomepal), sur le titre Cinq doigts
- 2018 : Qu'est ce que t'es beau (Clara Luciani)
- 2019 : Amour en feat avec Alkpote

### Singles
- 1992 : Les leçons particulières
- 1993 : Comme Jeannie Longo
- 1993 : L'équipe à Jojo : 4 Chansons de Joe Dassin
- 1994 : Un après-midi à Paris
- 1996 : Mon cœur balance
- 1996 : Katerine
- 1996 : Parlez-vous anglais Mr Katerine ?
- 1996 : Blow up 1000 series
- 1998 : L'amour
- 1999 : Jésus-Christ mon amour
- 1999 : Je vous emmerde
- 2000 : Qu'est-ce que je peux faire
- 2003 : Des étoiles
- 2003 : Mort à la poésie
- 2004 : Euro 04 (offert avec un hors-série So Foot/Les Inrocks)
- 2004 : 1 rue Jacquemont (chansonpoche)
- 2006 : Louxor j'adore
- 2006 : 100 % V.I.P
- 2007 : Manque-moi moins (duo avec Dominique A, paru en noviembre sur une compile des Inrocks)
- 2009 : Le grand sommeil (duo avec Étienne Daho, paru en single et sur le live Daho Pleyel Paris)
- 2010 : La Banane
- 2013 : Sexy Cool
- 2013 : Efféminé
- 2014 : Patouseul
- 2018 : 85 Rouge et Noir avec MC Circulaire

### Remixes
- 1996 : « Mi cœur balanza » por Bertrand Burgalat
- 1999 : Katerine remixes

## Filmografía

### Como actor

#### Largos metraje
- 2002 : La Vérité sur Charlie de Jonathan Demme : un fan de Karina
- 2003 : Chris Dangoisse de Olivier Babinet et Bertrand Mandico : Rave Party
- 2003 : Un Homme, un vrai de Arnaud Larrieu et Jean-Marie Larrieu
- 2005 : Peau de cochon de lui-même
- 2005 : Les Invisibles de Thierry Jousse : l'ingénieur du son dans le studio d'enregistrement
- 2005 : Peindre ou faire l'amour de Arnaud Larrieu et Jean-Marie Larrieu : Mathieu
- 2008 : Capitaine Achab de Philippe Ramos : Henry
- 2008 : Louise Michel de Benoît Delépine et Gustave Kervern : le chanteur de cabaret
- 2008 : Le Voyage aux Pyrénées de Arnaud Larrieu et Jean-Marie Larrieu : un des frères
- 2009 : Les Regrets de Cédric Kahn : Franck
- 2010 : Gainsbourg, vie héroïque de Joann Sfar : Boris Vian
- 2011 : Je suis un no man's land de Thierry Jousse : Philippe
- 2013 : Opium d'Arielle Dombasle : Nijinsky
- 2015 : Gaz de France de Benoît Forgeard : Jean-Michel Gambier
- 2016 : La Tour de contrôle infernale d'Éric Judor : le colonel Janounion
- 2016 : C'est quoi cette famille ?! de Gabriel Julien-Laferrière : Claude
- 2016 : Hibou de Ramzy Bedia : Francis Banane
- 2017 : Un beau soleil intérieur de Claire Denis : Mathieu
- 2017 : Le Petit Spirou de Nicolas Bary : Langélusse
- 2018 : Le Grand Bain de Gilles Lellouche : Thierry
- 2018 : Le Monde est à toi de Romain Gavras : Vincent
- 2018 : Le Poulain de Mathieu Sapin : Daniel Juval-Thibault
- 2019 : Yves de Benoît Forgeard : Dimitri
- 2019 : C'est quoi cette mamie ?! de Gabriel Julien-Laferrière : Claude
- 2019 : Merveilles à Montfermeil de Jeanne Balibar : Prêfet Franceschini
- 2019 : Notre dame de Valérie Donzelli : Martin Guénaud

Prochainement
- 2020 : Le Lion de Ludovic Colbeau-Justin : Romain Martin

#### Cortometrajes
- 2000 : Une Histoire de K de Nicolas Ruffault : Philippe
- 2001 : Nom de code : Sacha de Thierry Jousse : lui-même (moyen métrage)
- 2001 : There and Back Again Lane de Mikhael Hers
- 2003 : C'était le chien d'Eddy d'Olivier Babinet et Bertrand Mandico (moyen métrage)
- 2003 : Julia et les hommes de Thierry Jousse : un homme
- 2003 : 1 km à pied de lui-même

#### Serie televisiva
- 2018 : Mike (seria OCS) : el mismo

### Como doblaje
- 2015 : Abril y el mundo truqué de Franck Ekinci y Christian Desmares : Darwin, el gato

### Como realizador
- 2004 : 1 km a pie (cortometraje)
- 2005 : Piel de cerdo

### Como compositor de la película
- 2000 : Une Histoire de K de Nicolas Ruffault
- 2001 : Nom de code : Sacha de Thierry Jousse
- 2003 : Un Homme, un vrai de Arnaud Larrieu et Jean-Marie Larrieu
- 2005 : Peindre ou faire l'amour de Arnaud Larrieu et Jean-Marie Larrieu
- 2008 : Victoria de Anna Karina

### Como para hablar de la película
- 2011 : Soy un no man's land de Thierry Jousse[19]

## Obras
- 2007 : Duplicad vuestra memoria, Denoël, periódico gráfico
- 2012 : Como un Ananas, Denoël, coll. « X-TREME »,  ( )
- 2013 : Milanimo, libro y disco para niños de Julien Baer, ilustrado por Philippe Katerine, Actos Sur Junior
- 2014 : El lobo es un lobo para el hombre, libro y disco para niños de Julien Baer, ilustrado por Philippe Katerine, Actos Sur Junior
- 2015 : La verdad sobre las tapirs, libro y disco para niños de Julien Baer, ilustrado por Philippe Katerine, Actos Sur Junior
- 2017 : Lo que sé de la muerte, lo que sé del amor, Hélium, 208 páginas

## Exposiciones
- 2012 : Como un ananas a la galería de las Galerías Lafayette, del 4 de abril al 2 de junio

## Distinciones

### Recompensas
- 2007 : Globos de Cristal del intérprete masculino del año
- César 2019 : César del mejor actor en un segundo rol para El gran Baño

### Homenajes
Al verano 2016, un colectivo nacido bajo el impulso de Thomas Delavergne, ha propuesto al consejo de Thouars de nombrar un giratorio para honrar Philippe Katerine,.